# Diocese de Cádis e Ceuta
A Diocese de Cádis e Ceuta (Diœcesis Gadicensis o Gaditana et Septensis) é uma circunscrição eclesiástica da Igreja Católica situada em Cádis e Ceuta, Espanha. Seu atual bispo é Rafael Zornoza Boy. Suas sés são a Catedral da Santa Cruz de Cádis e a Catedral da Assunção de Ceuta.
Possui 115 paróquias servidas por 167 padres, contando com 795 700 habitantes, com 91,2% da população jurisdicionada batizada.

## História
As origens do cristianismo no território da diocese de hoje, pode ser rastreada, com toda devida cautela, a Santo Isício (ou Hiscio), um dos sete viri apostolici que segundo a tradição trouxeram o evangelho para a Hispânia romana. Isício teria sido o fundador da Sé episcopal de Carteia, próximo de Algeciras, Sé que, devido a perseguições, teria sido transferida para o interior para Asidonia ou Assidona, a atual Medina Sidônia. Desta diocese se conhecem os nomes de alguns bispos não apenas na época visigótica, mas também durante a dominação muçulmana, até 1145.
Após a Reconquista da cidade por Afonso X, a diocese de Cádiz foi erigida em 21 de agosto de 1263 pela bula Excelsum fecit do Papa Urbano IV, que lhe transferiu o antigo título episcopal de Asidonia. O rio Guadalete tornou-se a histórica fronteira norte que separava a nova diocese do território da arquidiocese de Sevilha, da qual se tornou sufragânea.
A prematura morte de Urbano IV impediu a realização da fundação, que todavia foi confirmada pelo sucessor papa Clemente IV com duas bulas: a primeira, emitida em 2 de fevereiro de 1266, com a qual o pontífice encarregava o bispo de Ávila Domingo Suárez de proceder à execução da bula do seu antecessor e de erigir a diocese de Cádis;; a segunda, escrita em 25 de maio de 1267, com a qual Clemente IV encarrega alguns bispos espanhóis de proceder com a consagração do bispo eleito, o franciscano João Martins. A primeira catedral da diocese foi a atual Igreja da Santa Cruz
Em 1344 Afonso XI também conquistou a cidade de Algeciras, que se tornou uma nova diocese, ereta em 30 de abril daquele ano por força da bula Gaudemus et exultamus do Papa Clemente VI, e unida in persona episcopi à de Cádis. O Mosteiro de Algeciras foi transformado em catedral, com o nome de Santa Maria da Palma; foi destruída pelos muçulmanos, como toda a cidade, em 1379. Os bispos de Cádis mantiveram o duplo título até 1851, quando a diocese de Algeciras foi suprimida pela concordata.
Em 2 de novembro de 1589 o bispo Antonio Zapata Cisneros institui em Cádis um seminário diocesano, dedicado a São Bartolomeu.
O século XVIII foi de grande desenvolvimento religioso e eclesiástico para a cidade episcopal e a diocese. Em 1722 o bispo Lorenzo Armengual de la Mota iniciou as obras da nova catedral, que será concluída em 1832 e aberta ao culto em 1838. Em 1749 e em 1768 por impulso do bispo Tomás del Valle o Hospital das Senhoras e o Hospital San Juan foram estabelecidos, respectivamente. Inúmeros institutos religiosos abriram suas residências em Cádiz com a construção de inúmeras igrejas.
No século XIX, aa diocese de Cádiz também passou por um período de crise e declínio, ligado em grande parte à queda do antigo regime e ao estabelecimento de um regime liberal e, principalmente, anticlerical. Em 1873 o prefeito anarquista Fermín Salvochea fechou algumas igrejas em Cádis.
No início do século XX o bispo José María Rancés y Villanueva soube como dar à diocese uma orientação pastoral forte e moderna, com foco na pregação, na difusão da imprensa católica e na ação social.
Durante a Segunda República (1931) e a guerra civil (1936–1939) muitas igrejas locais foram saqueadas e incendiadas.
A partir de 1933, nas fontes do Vaticano, a diocese aparece com seu nome atual.	Em 1980 cedeu uma pequena parte de território em vantagem da ereção da Diocese de Jerez de la Frontera.

## Prelados

### Bispos de Cádis
- João Martins, O.F.M. † (1266 - 1278)[7][8]
- Suero † (1281 - 1291)[9]
- Rodrigo, O.F.M. † (1292 - 1293)
- Martín † (1294 - 1295)
  - Sede vacante (1295-1297)
- Pedro † (1297 - 1327)
- Bartolomé † (1331 - 1349[10])
- Sancho † (1349 - 1364)
- Gonzalo González, O.F.M. † (1364 - 1384)[11]
- Rodrigo de Alcalá, O.F.M. † (1384 - 1395)
- Juan de Ezcaray, O.F.M. † (1395 - 1408)
  - Santiago Puche, O.F.M. † (1403 - 1408) (pseudobispo)
- Alonso de Solís, O.P. † (1408 - 1420)
  - Sede vacante
- Juan González † (1426 - 1440)
- Juan de Torquemada, O.P. † (1440 - 1442)
- Gonzalo Venegas † (1442 - 1472)
- Pedro Fernández de Solís † (1472 - 1493)
  - Oliviero Carafa † (1495 - 1511) (administrador apostólico)
  - Luís de Aragão † (1511) (administrador apostólico)
  - Pietro Accolti † (1511 - 1521) (administrador apostólico)
  - Benedetto Accolti † (1521 - 1523) (administrador apostólico)
- Giovanni Ruffo Teodoli † (1523 - 1525)
- Gerolamo Teodoli † (1525 - 1564)
- Luis García Haro de Sotomayor † (1564 - 1587)
- Antonio Zapata y Cisneros † (1587 - 1596)
- Maximiliano de Áustria † (1596 - 1601)
- Gómez Suárez Figueroa † (1602 - 1612)
- Juan Cuenca † (1612 - 1623)
- Plácido Pacheco de Haro, O.S.B. † (1623)
- Domingo Cano de Haro, O.P. † (1623 - 1639)
- Juan Dionisio Fernández Portocarrero † (1640 - 1641)
- Francisco Guerra, O.F.M. † (1642 - 1656)
- Fernando de Quesada † (1656 - 1662)
  - Mateo Sagade Bugueiro † (1662) (bispo eleito)
- Alonso Pérez de Humanares, O.Cist. † (1663)[12]
- Alfonso Vázquez de Toledo, O.F.M. † (1663 - 1672)
- Diego de Castrillo † (1673 - 1676)
- Juan de Isla † (1677 - 1680 )
- Antonio Ibarra † (1680 - 1690)[13]
- José de Barcia y Zambrana † ( 1691 - 1695)
- Alonso de Talavera, O.S.H. † (1696 - 1714)
- Lorenzo Armengual del Pino de la Mota † (1715 - 1730)
- Tomás del Valle, O.P. † (1731 - 1776)
- Juan Bautista Cervera, O.F.M. † (1777 - 1782)
- José Escalzo Miguel, O.S.B. † (1783 - 1790)
- Antonio Martínez de la Plaza † (1790 - 1800)
- Francisco Javier Utrera † (1801 - 1808)
  - Sede vacante (1808-1815)
- Juan Acisclo Vera Delgado † (1815 - 1818)
- Francisco Javier de Cienfuegos e Jovellanos † (1819 - 1824)
- Domingo de Silos Moreno, O.S.B. † (1825 - 1853)
- Juan José Arbolí Acaso † (1853 - 1863)
- Félix María Arrieta y Llano, O.F.M.Cap. † (1863 - 1879)
- Jaime Catalá y Albosa † (1879 - 1883)
- Vicente Calvo y Valero † (1884 - 1898)
- José María Rancés y Villanueva † (1898 - 1917)
- Marcial López y Criado † (1918 - 1932)

### Bispos de Cádis e Ceuta
| - Ramón Pérez y Rodríguez † (1933 - 1937) - Sede vacante (1937-1943) - Tomás Gutiérrez Diez † (1943 - 1964) - Antonio Añoveros Ataún † (1964 - 1971) |  | - Antonio Dorado Soto † (1973 - 1993) - Antonio Ceballos Atienza (1993 - 2011) - Rafael Zornoza Boy (desde 2011) |